# جیمی جونز (بازیکن فوتبال، زاده ۱۸۷۶)
جیمی جونز (انگلیسی: Jimmy Jones؛ زادهٔ ۱۸۷۶) بازیکن فوتبال اهل بریتانیا بود.
از باشگاه‌هایی که در آن بازی کرده بود می‌توان به باشگاه فوتبال استوک سیتی و باشگاه فوتبال کرو آلکساندرا اشاره کرد.